# عیسای خود را رها نخواهم کرد
عیسای خود را رها نخواهم کرد (Meinen Jesum laß ich nicht) یک سرود روحانی لوتریان است که در سال ۱۶۵۸ توسط کریستیان کیمان نوشته شد.
بعدها آهنگسازانی از این سروده در آثارشان بهره بردند، از جمله یوهان سباستیان باخ در انجیل به روایت متی و ماکس رگر در یک کانتات کُرال در سال ۱۹۰۶ میلادی.